# グラーツの市街-歴史地区とエッゲンベルク城
グラーツの市街-歴史地区とエッゲンベルク城（グラーツのしがい-れきしちくとエッゲンベルクじょう）はオーストリアの世界遺産の一つであり、中央ヨーロッパの街並みの中で、時代ごとに異なる様々な建築様式の流入と調和をよく保存していることが評価された文化遺産である。1999年にグラーツの歴史地区のみが登録され、その価値を補強するものとして2010年に郊外のエッゲンベルク城が拡大登録された。

## 歴史
グラーツ一帯の定住の痕跡は新石器時代にまで遡れるものではあるが、シュタイアーマルク州の州都にしてオーストリア第2位の人口を擁する現代のグラーツの歴史は10世紀に始まる。そのころ、この地にはスラブ系の住民たちが移り住み、小高い丘の上に城砦を築いた。スラブ語で「小さな城」を意味するグラデツ (gradec) がグラーツの語源である。この丘は現在シュロスベルク（城山）と呼ばれている。12世紀には丘の麓に市場が形成され、ついで教会、庁舎なども建てられた。
14世紀にはハプスブルク家の分家に当たるレーオポルト家がグラーツを居住地とし、そこから15世紀に神聖ローマ皇帝となるフリードリヒ3世が輩出されたことで、グラーツは神聖ローマ帝国の首都となった。この時期に王宮と大聖堂が築かれた。
15世紀以降、オスマン帝国の侵略にさらされるようになると、シュロスベルクの砦の補強をはじめとして、都市の防衛機能が強化された。オスマン帝国の脅威は17世紀後半まで続いたが、その時期にあっても特にオーストリア大公のカール2世の時代には、グラーツは文化的・芸術的な繁栄を享受した。カール2世はオーストリア大公国における知的拠点としてのグラーツ大学を創立したほか、対抗宗教改革の姿勢を示し、イエズス会士たちに神学校などを設立させている。
こうした繁栄はカール2世の子で神聖ローマ皇帝の座に就いたフェルディナント2世がウィーンへ遷都したことで翳りを見せたが、他方で内務長官ハンス・ウルリヒ・フォン・エッゲンベルクがグラーツ郊外にエッゲンベルク城を建設したのは、フェルディナント2世の治世下のことであった。
それ以降は交易の中心地として、あるいは近現代には各種工業生産なども発達し、オーストリア第2の都市としての地位を保っている。その一方で伝統的町並みの保存状態はきわめて良好であり、「中欧で最も完全な歴史的旧市街」と言われることもある。

## 登録経緯

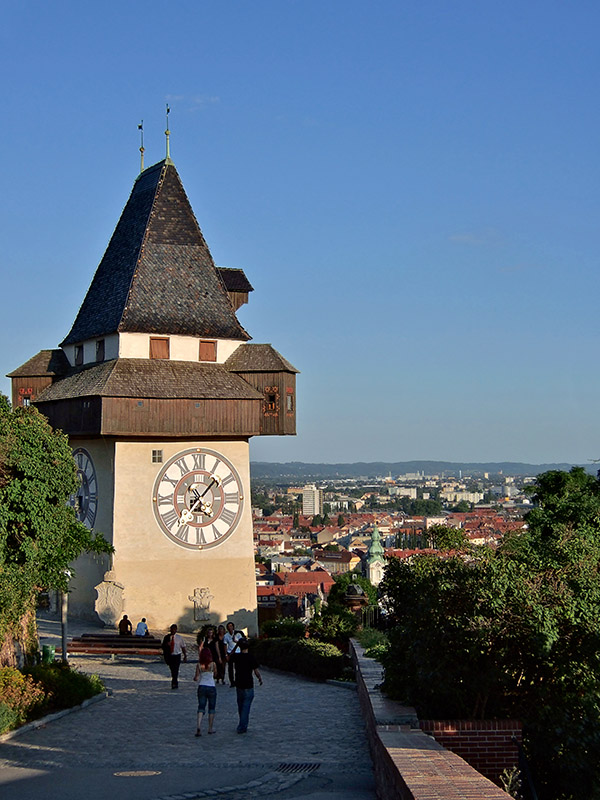
ICOMOSの勧告書で「グラーツの象徴的記念建造物」とされた時計塔

この物件は当初グラーツ旧市街のみを対象としており、その推薦書は1998年6月18日に提出された。世界遺産委員会の諮問機関である国際記念物遺跡会議 (ICOMOS) は、中世以来、様々な建築様式が流入する中で、それらが調和して独特の都市景観を作り出したことに顕著な普遍的価値を認め、「登録」を勧告した。その勧告通りに翌年の第23回世界遺産委員会で正式登録が認められた。
オーストリア当局は世界遺産としての価値を補強するものとして、郊外にあるエッゲンベルク城の拡大登録を目指し、2005年1月31日に推薦した。しかし、ICOMOSからは価値の強化に繋がるという証明が不十分である上に管理面にも不足があるとして「登録延期」を勧告され、2006年の第30回世界遺産委員会では勧告通りに「登録延期」と決議された。2008年1月14日に新たな推薦書が提出されたが、これに対するICOMOSの勧告は引き続き「登録延期」であった。2009年の第33回世界遺産委員会では勧告よりも評価は上がったものの、「情報照会」決議にとどまり、登録は見送られた。オーストリア当局は問題点の改善に努め、2010年1月27日に三度目の推薦書を提出した。それに対してはICOMOSも「登録」を勧告し、その年の第34回世界遺産委員会でようやく拡大登録を果たした。

### 登録名
世界遺産としての当初の正式登録名は、City of Graz – Historic Centre （英語）、Ville de Graz – Centre historique （フランス語）であった。その日本語訳としては、
- グラーツ市歴史地区 （日本ユネスコ協会連盟）[15]
- グラーツの歴史地区 （世界遺産アカデミー/世界遺産検定事務局）[4]

などがあった。
拡大登録後の正式名はCity of Graz – Historic Centre and Schloss Eggenberg （英語）、Ville de Graz – Centre historique et château d’Eggenberg （フランス語）であり、その日本語訳は資料によって以下のような違いがある（一部名称で「エッゲンベルグ」となっているのは出典のまま）。
- グラーツ市歴史地区とエッゲンベルグ城 （日本ユネスコ協会連盟）[15]
- グラーツ-歴史地区とエッゲンベルグ城 （世界遺産検定事務局）[2]
- グラーツ市街:歴史中心地区、エッゲンベルグ城 （日高健一郎）[16]
- グラーツの市街-歴史地区とエッゲンベルク城 （古田陽久・古田真美）[9]
- グラーツ歴史地区とエッゲンベルク城 （谷治正孝）[17]
- グラーツの旧市街とエッゲンベルク城 - 地球の歩き方[18]

## 構成資産
世界遺産に含まれるのは1999年に登録されたグラーツ市街の歴史地区 (ID931-001) と2010年に拡大されたエッゲンベルク城 (ID931bis-002) である。グラーツ市街とエッゲンベルク城を結ぶ一本道などは緩衝地帯に含まれている。

### グラーツ市街の歴史地区

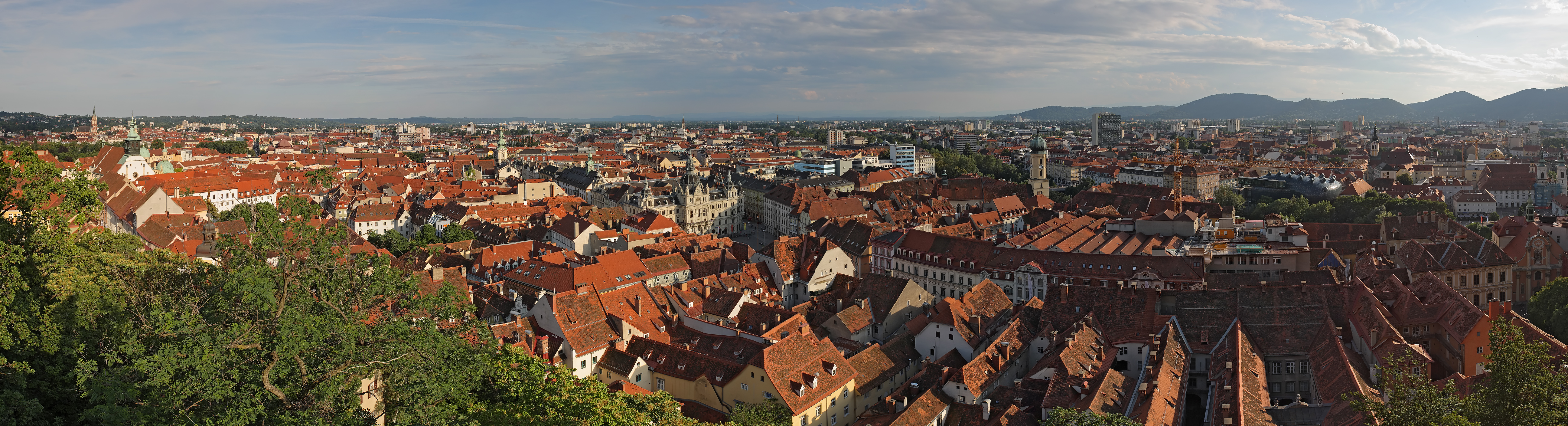
城山から見下ろす市街

グラーツ市街の世界遺産登録面積は 71.970016 ha （緩衝地帯 17.127012 ha）である。北はシュロスベルク周辺、南は州立博物館ヨアネウムの少し先まで、東は市民公園の手前まで、西はムール川対岸の一部地区までとなっている。
その範囲内に450件の建造物群が残るが、グラーツの始まりとなったシュロスベルクの城砦はもはやない。ナポレオン戦争の結果成立したシェーンブルンの和約によって、城砦および付随する城壁の撤去が決まったからである。現在のシュロスベルクは公園として整備されており、市民の嘆願によって破壊を免れた鐘塔 (Glockenturm) と時計塔 (Uhrturm) だけが残る。時計塔は13世紀に建てられたものであり、16世紀に現在のような外観になった。
旧市街の主要な建造物群を挙げておく。
| 画像 | 名称（上段）と説明（下段） |
| --- | -------------------------- |
| | 王宮                       |
| 王宮はフリードリヒ3世の居城だった建物で、現在は州知事官邸として利用されている。ただし、かつての姿をとどめているのは1499年建設の階段塔 (Treppenturm) のみである。この階段塔には「ゴシック建築の逸品」二重の螺旋階段 (Doppelwendeltreppe) が残る。これはその名の通り、2本の螺旋階段を組み合わせたもので、回りながら分岐と合流を繰り返す構造になっている（左画像参照）。                                                                                      |                            |
| | 旧イエズス会神学校         |
| 大公カール2世の働きかけによる対抗宗教改革の時期の建物で、1572年に起工された。この建物は後の様式による改築をされなかったため、ドイツ語圏にルネサンス様式が導入された当初の様式を今に伝えている。 |                            |
| | グラーツ大学               |
| オーストリア大公国における知の拠点となった1585年創設の大学であり、当初はイエズス会が管理したが、1773年に同会がいったん解散したのを機に公立の大学となった。ロココ様式から古典主義様式に移行する時期の装飾や調度品が残る。 |                            |
| | グラーツ大聖堂             |
| グラーツの大聖堂は1438年から1464年に宮廷聖堂として建てられたもので、元々は後期ゴシック様式の建物だったが、対抗宗教改革期にイエズス会士たちによって内装がバロック様式に変えられた。壁面には1485年の「災厄図」と呼ばれるフレスコ画が残っている。それは、1480年にグラーツを襲った3つの災厄、すなわち蝗害、ペスト、トルコ軍を表現しており、グラーツ現存最古の絵画でもある。内部にはイエズス会士たちがマントヴァから持ち込んだ美しい聖遺物箱なども残っている。  |                            |
| | マウソレウム（霊廟）       |
| 大聖堂に隣接するマウソレウムは皇帝フェルディナント2世の命を受けて、イタリア人建築家ポミスが1614年から1633年に建てたものである（後陣の塔は1636年にピエトロ・ヴァルネグロが完成）。ファサードの様式はルネサンス様式からバロック様式への移行期のもので、マニエリスム様式に分類される。内装を手がけたのはグラーツ出身で「ウィーン・バロック建築の巨匠」のヨハン・ベルンハルト・フィッシャー・フォン・エルラッハ (Johann Bernhard Fischer von Ehrlach) である。 |                            |
| | ラントハウス（州庁舎）     |
| ラントハウス (Landhaus) は1557年から1565年に建てられたルネサンス様式の建物であり、ルネサンス建築の傑作と評される。そのファサードは地味なものだが、中庭の美しさは特筆される（左画像参照）。手がけたのはドメニコ・デラッリオである。 |                            |
| | 武器庫（武器博物館）       |
| 武器庫は1642年にラントハウスに隣接して建てられた。当時の度重なる侵略に対応したもので、武器庫としては世界最大だったとも言われる。現在は博物館として当時の姿でそのまま保存されている。実用性だけでなく、そのファサードはマニエリスム様式の美しい装飾が施されている。 |                            |
| | アッテムス館               |
| アッテムス伯爵の館は1702年から1716年に建てられた城館で、「グラーツで最も完璧なバロック宮殿」と評され、特にその正面の装飾が多様性と質の高さなどの点から特筆されている。 |                            |
| | 聖血教区教会               |
| 聖血教区教会 (Grazer_Stadtpfarrkirche) はバロック様式に改築された時期もあったが、19世紀後半に本来のゴシック様式に復元された聖堂である。ただし、「おそらくこの町でもっとも優雅なもの」と評されるバロック様式の鐘楼は、1780年から1781年に建てられた。 |                            |
| | 聖母救済教会               |
| 聖母救済教会 (Mariahilferkirche_) は「グラーツにおける最も美しい宗教建築の一つ」とも評される聖堂で、ピエトロ・デ・ポミスが1607年から1611年に建て、後にポミス自身がこの聖堂に葬られた。ただし、現在の聖堂を飾る2本の優雅な塔はバロック様式で、ヨーゼフ・フーバーが1742年から1744年に手がけたものである。 |                            |

### エッゲンベルク城

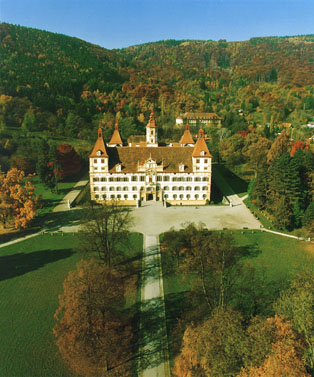
グラーツ市街から一直線につながるエッゲンベルク城

エッゲンベルク城はグラーツ市街の歴史地区からは約3 km 西方にあり、世界遺産登録面積は 19.124012 ha（緩衝地帯 66.141751 ha）である。
現存するエッゲンベルク城は、17世紀のエッゲンベルク家当主で帝国の内務長官を務めたハンス・ウルリヒ・フォン・エッゲンベルクの時に建てられた。手がけたのはイタリア人建築家のピエトロ・デ・ポミスで、ルネサンス様式からゴシック様式への移行期、すなわちマニエリスム様式の城である。この城館は1625年から1635年に建てられた。18世紀にエッゲンベルク家が断絶した後に城を手に入れたヘルバーシュタイン伯爵の時代に、ルネサンス様式だった庭園ともども、城館はロココ様式の改築が施された。
この城は宇宙的発想が投影されているとされ、4本の塔は四大元素を表す。また、窓の総数365は1年間の日数を、3階の連続する広間の数24は1日の時間を、その広間の窓の数52は1年の週（または日曜日）の数を示す。なお、24の広間はバロック様式の装飾が施されている。同じ階には中国風や日本風の東洋趣味の部屋があり、日本の間の装飾画は、希少な桃山文化期の大坂を描いた屏風絵であることが確認されている。
エッゲンベルク城を訪れる観光客は世界遺産登録直前時点で年間30万人にのぼった。

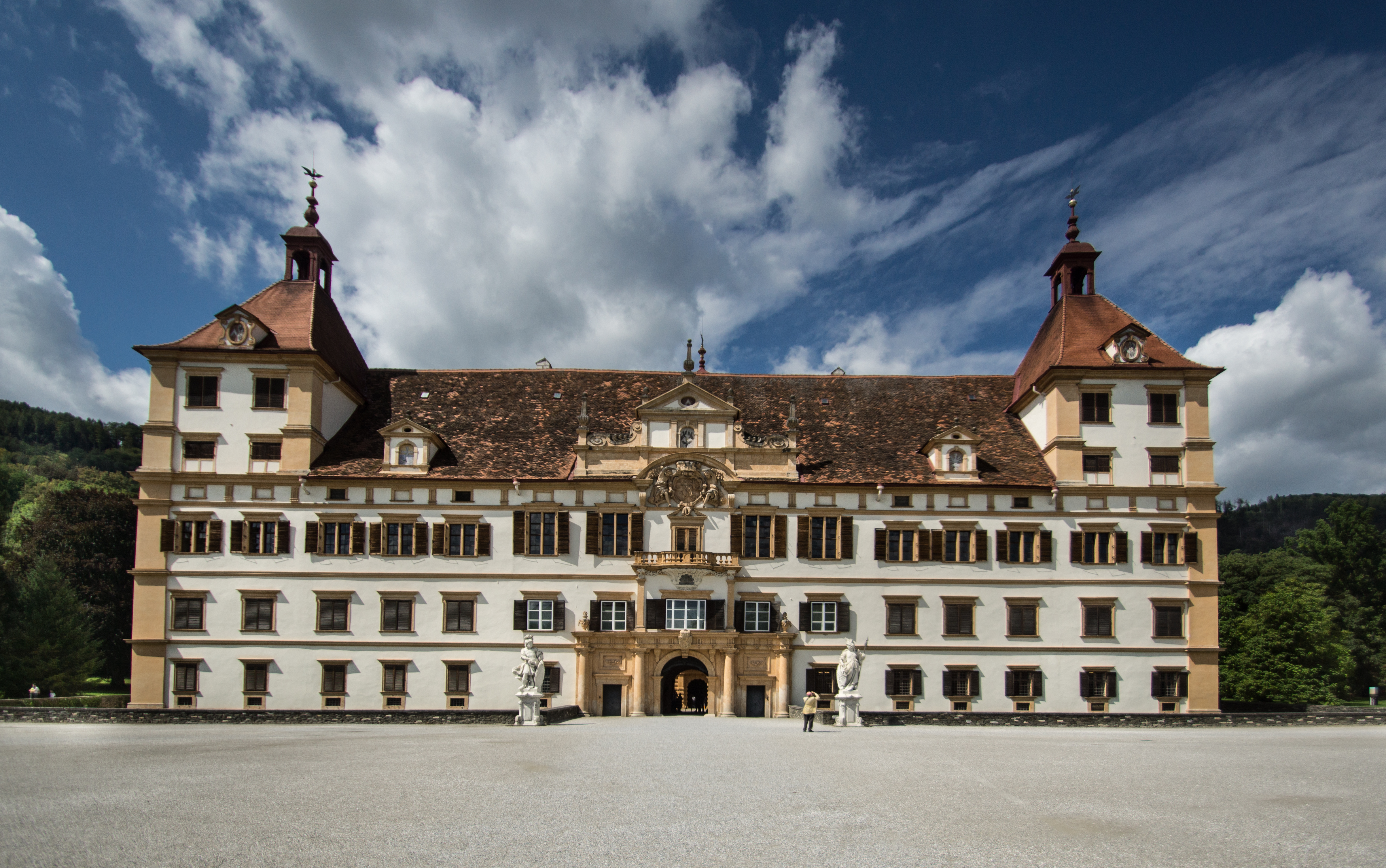
ファサード
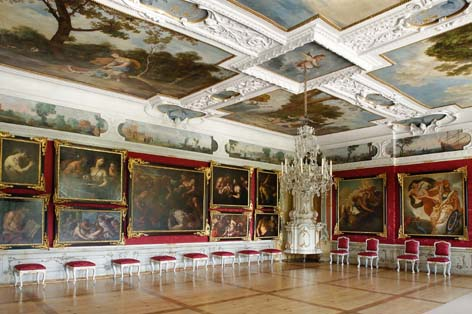
城内
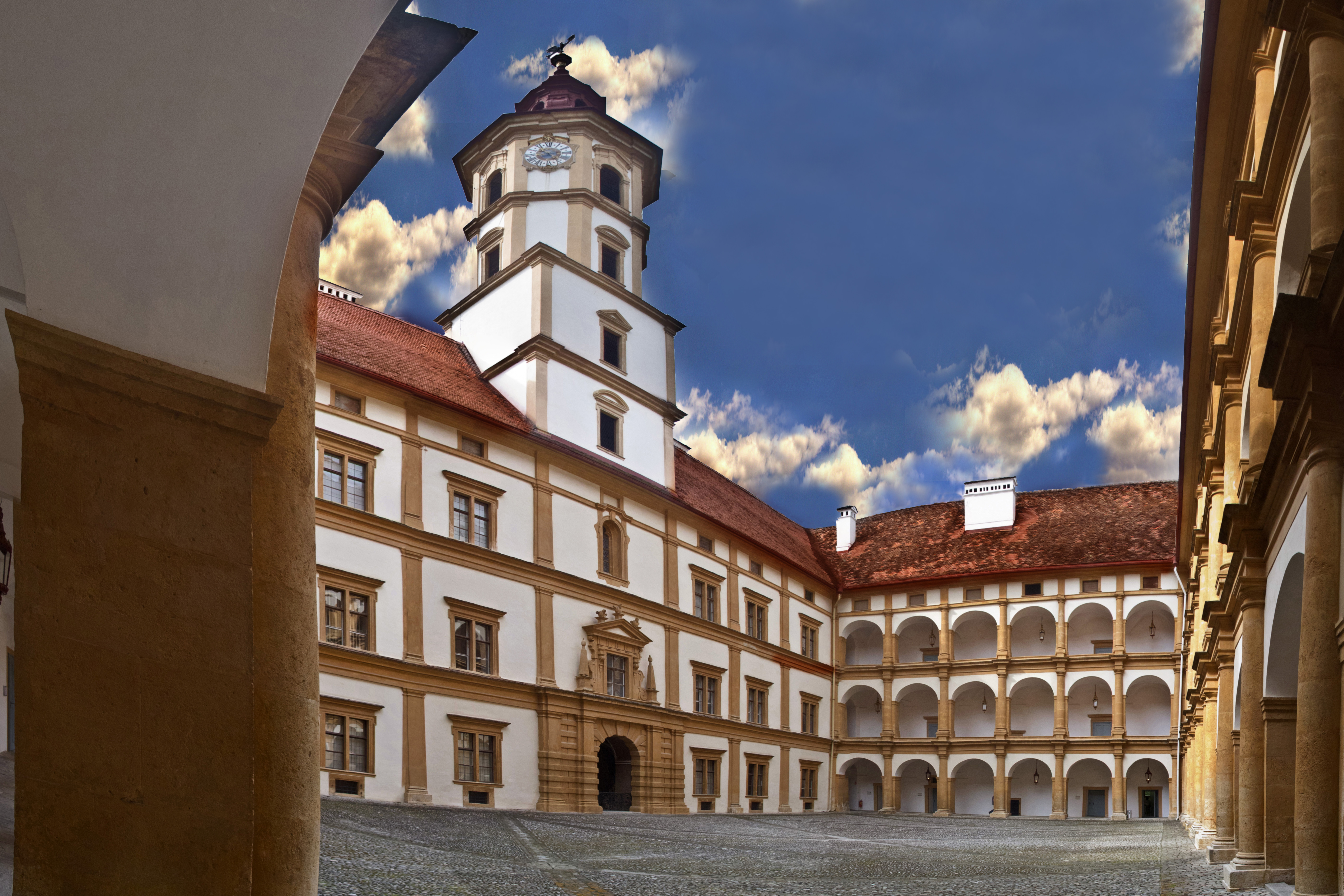
中庭
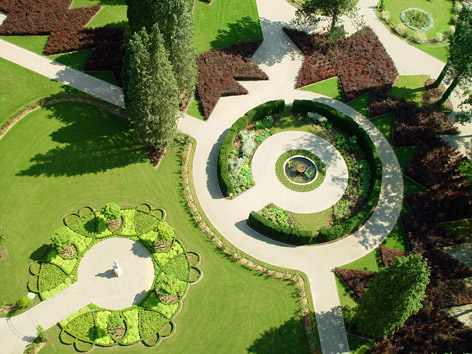
庭園

## 登録基準
この世界遺産は世界遺産登録基準のうち、以下の条件を満たし、登録された（以下の基準は世界遺産センター公表の登録基準からの翻訳、引用である）。
- (2) ある期間を通じてまたはある文化圏において、建築、技術、記念碑的芸術、都市計画、景観デザインの発展に関し、人類の価値の重要な交流を示すもの。
  - 世界遺産委員会はこの基準の適用理由について、「グラーツの市街-歴史地区とエッゲンベルク城は、ドイツ文化圏、バルカン半島、地中海沿岸からもたらされた芸術的・建築的諸運動を反映しており、諸世紀の間、交差路として機能した。それら異なる諸地域の最も偉大な建築家たちや芸術家たちはこの地で自ら力強く表現し、それゆえに輝かしいジンテーゼを創出した」[39]としている。

- (4) 人類の歴史上重要な時代を例証する建築様式、建築物群、技術の集積または景観の優れた例。
  - 世界遺産委員会はこの基準の適用理由については「グラーツの市街-歴史地区とエッゲンベルク城を形成する都市建造物群は、連続する諸時代にわたる建築上の諸様式を調和的に統合した卓抜な例である。しばしば傑作が含まれる典型的な建物群によってそれぞれの時代が代表されている。都市と城との外観はそれらに共通な歴史と文化的発展とを正確に物語っている」[39]とした。